# 小原佳代子
小原 佳代子（おはら かよこ、1980年6月25日 - ）は、日本のフリーアナウンサー、元中京テレビ放送の契約アナウンサー。元南海放送のアナウンサー、元名古屋テレビ放送（メ〜テレ）の契約アナウンサー。

## 来歴
愛知県豊川市（旧宝飯郡御津町）出身。御津町立御津南部小学校、御津町立御津中学校、愛知県立小坂井高等学校を経て、慶應義塾大学文学部人文社会学科心理学専攻卒業。同じ旧御津町出身で職場も同じであった鈴木しおり（メ〜テレアナウンサー）とは幼馴染で、同じ小学校・中学校に通っていた。高校在学中にはフィギュアスケートの選手として、大学在学中にはチアリーディングの一員として活躍した。
大学卒業後、2004年4月に南海放送に入社。同局では、入社2日目にして早くもラジオ放送を担当し、そして入社からわずか1週間で『おかえりテレビ』のメインキャスターに抜擢された。その後も、番組出演をしながらそれらの企画・取材・編集も自ら行うなど多忙な日々を送っていたが、家庭の事情により2007年5月31日付で同局を退社した。
帰郷後、2007年10月に名古屋タレントビューロー（現・NTB）に所属し、フリーアナウンサーとしての活動を開始。2008年10月より、事務所からの派遣という形でメ〜テレに常駐所属する。2009年3月31日付でメ〜テレとの契約を終了した後は再びフリーランスで活動していたが、2015年4月から再度メ〜テレの常駐アナウンサーとなった。2016年7月28日に結婚を報告した後、同年9月一杯でメ〜テレとの契約を終了。その後は再びフリーで活動していたが、2017年7月から中京テレビの契約アナウンサーを務めている。2019年2月から産休に入った 。

## 担当番組

### 南海放送時代
- おかえりテレビ（テレビ） - キャスター
- 県政!とれたて日曜日!! （テレビ）
- なんかいNEWS・なんかいNEWSファイナル（テレビ）
- ろうどく的今コレ! （ラジオ）
- 王様の耳?ロバの耳! （ラジオ） - パーソナリティ
- 愛媛新聞ニュース（ラジオ）

### NTB所属後
特記のないデータは、すべてNTB公式プロフィールからの参考。
- どですか! （メ〜テレ）
- ウルフィPRESS （メ〜テレ）
- UP! （メ〜テレ）
- 岡崎市政報告（ミクスネットワーク）
- とよたNOW （ひまわりネットワーク）
- あなたの街から（岐阜放送） - リポーター
- CNS NEWS （ケーブルネット鈴鹿）
- とくじょう（東海テレビ）
- ポップアップレポート（エフエム愛知）
- いきいきマイタウン（ケーブルテレビ可児）
- 名古屋大学ラジオ公開講座（東海ラジオ）
- インフォマーシャル（シー・ティー・ワイ）
- みんななかよし（アイ・シー・シー） - リポーター
- とってもワクドキ! （三重テレビ）
- ぎふチャンワイド タワー43 （岐阜放送）
- 飛騨、美濃じまん（岐阜放送）
- NEWS 5 PLUS （岐阜放送） - 「飛騨國テレビ」担当リポーター
- ナイトスポットインフォメーション（テレビ愛知）
- 腰痛119スペシャル（テレビ愛知）
- J-BOX （中部日本放送）
- ドデスカ! （メ〜テレ） - 金曜日と土曜日のニュース担当[3][5]
- ANNニュース（テレビ朝日）[4] - 「メ〜テレNEWS」担当キャスター
- キャッチ! （中京テレビ） - ナレーター[1][8]
- 定時ニュース（中京テレビ）[8]